# 호수

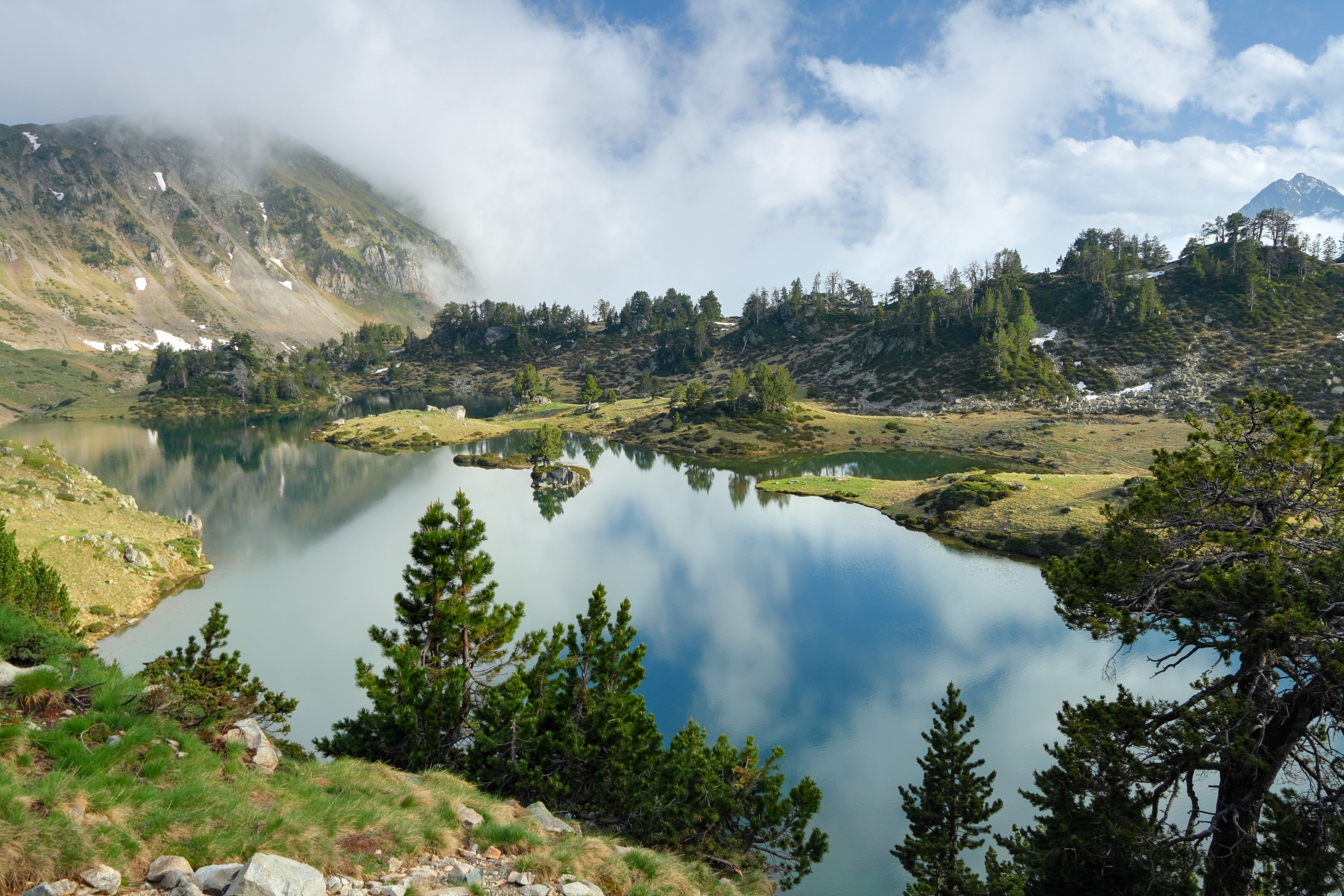
프랑스 오트피레네 주에 있는 바스탄 호수.

호수(湖水)는 물이 땅으로 둘러싸여 만들어진 장소이다. 대부분 북반구의 고위도 지방에 분포하며, 염도가 낮은 민물이다. 말라 있다가 우기에만 물이 고이는 오스트레일리아의 에어호와 같은 호수와, 댐이나 저수지를 만들면서 이루어진 인공 호수도 포함된다.

## 호수의 유형

### 화산호

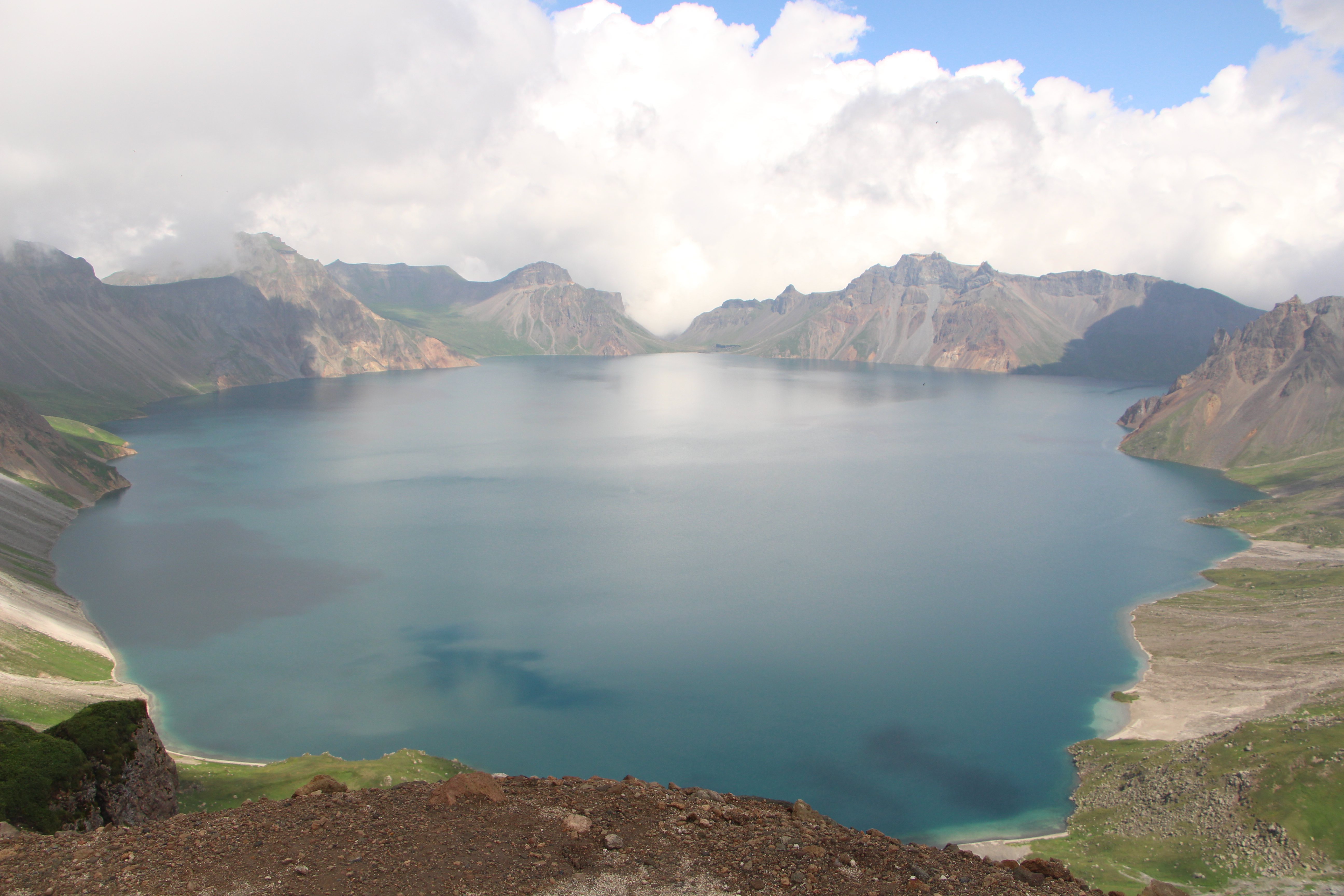
한국의 대표적인 화산호. 백두산 천지

화산호는 화산 활동으로 형성된 지형이다. 화산 호수는 분화구와 칼데라에 물이 채워져 형성된다. 대한민국의 백두산 천지와 미국 오리건 주에 위치한 마자마산의 크레이터호가 대표적인 화산호다

## 호수의 수질
호수는 수심이 얕을수록 조류 번식이 많이 일어날 확률이 높다. 깊은 호수에서는 봄 가을에 물이 수직운동을 하여 침전물이 수중으로 떠오를 수 있기 때문에 수질이 나빠질 수 있다. 호수가 작으면 큰 호수에 비해 자정작용이 덜 이루어진다. 하천수에 비해 부영양화가 일어나기 쉽다. 부영양화는 정체성 수역의 상층부에서 일어나기 쉽다. 여름과 겨울에 수심에 따라 수온차이가 크기 때문에 층이 생기는 성층현상(정체현상)이 일어난다. 이렇게 되면 상, 하부의 물 이동이 없기 때문에 비교적 깨끗한 물을 취수할 수 있다. 여름철에는 수심의 중간쯤에서 취수하면 상대적으로 양질의 물을 얻을 수 있다.

### 대한민국 상수원의 수질 기준
수질 기준을 따지는 지표는 여러 가지가 있다. 그 중 BOD는 1급의 경우 1mg/L 이하, 2급의 경우 3mg/L 이하, 3급의 경우 5mg/L 이하이어야 각각의 수질 기준을 만족한다. 그 외에 pH, SS, DO, 대장균 군수를 지표로 사용한다.

## 저명한 호수
- 카스피해는 세계에서 가장 넓은 호수다. 넓이가 394,299km2로 그 다음으로 넓은 호수 6개를 합친 것보다 크다.
- 담수호 중에는 오대호 중 하나인 슈피리어호가 가장 넓다. 넓이는 82,414km2로 북아메리카에서 가장 크다.
- 바이칼호는 가장 깊은 호수이다. 깊이가 1,741m나 되며, 가장 부피가 큰 담수호이기도 하다.
- 티티카카호는 배를 띄울 수 있는 큰 호수 중에 가장 높은 곳인 해발 3,821m에 위치한다. 남아메리카에서 두 번째로 큰 호수이다. 그 다음은 탕가니카 호수인데, 이는 세계에서 가장 긴 담수호이기도 하다.
- 안데스산맥의 오호스델살라도산에 있는 호수는 가장 높은 곳의 호수로 해발 6,890m에 있다.
- 사해는 가장 낮은 곳에 위치한 호수로 해수면 아래 396m에 있다. 염도는 280~310퍼밀이다.
- 에티오피아의 가엣알레호는 염도가 가장 높은 호수이며, 염도는 43.3%이다.
- 빅토리아호는 아프리카에서 가장 큰 호수로 넓이는 68,870km2이다.
- 마라카이보호는 남아메리카에서 가장 큰 호수로 넓이는 13,600km2이다.
- 가나의 볼타호는 가장 큰 인공호로 넓이가 8,500km2이다. 1957년 아코솜보 댐으로 만들어졌다.
- 아랄해
- 차드호
- 비와호
- 토야호
- 오대호
  - 슈피리어호
  - 미시간호
  - 휴런호
  - 이리호
  - 온타리오호
- 탕가니카호
- 네스호
- 이식쿨호

## 같이 보기
- 면적순 호수 목록
- 한국의 호수